# Dennis Joseph Sullivan
Dennis Joseph Sullivan (New York, 17 marzo 1945) è un vescovo cattolico statunitense, dal 17 marzo 2025 vescovo emerito di Camden.

## Biografia
Dennis Joseph Sullivan è nato nel Bronx, a New York, il 17 marzo 1945 da John J. Sullivan e Hanorah, nata Hayes. Ha due fratelli, Jack e Charlie, e una sorella, Catherine.

### Formazione e ministero sacerdotale
Ha frequentato la scuola elementare "Sant'Antonio" e la scuola secondaria "Mount Saint Michael Academy". È poi passato allo Iona College di New Rochelle. Ha proseguito gli studi filosofici e teologici presso il seminario "San Giuseppe" a Yonkers. Ha concluso gli studi nel 1970 con un Master of Divinity. Nel 1969 ha frequentato il Summer Spanish Language Institute presso l'Università Cattolica di Ponce a Porto Rico.
Il 29 maggio 1971 è stato ordinato presbitero per l'arcidiocesi di New York dal cardinale Terence James Cooke. Dopo l'ordinazione ha trascorso un periodo di tre mesi nella Repubblica Dominicana per continuare gli studi della cultura e della lingua spagnola in preparazione all'assistenza pastorale del crescente numero di immigrati dominicani a New York. Parlando di questo ha detto: "Imparai a parlare spagnolo molto velocemente, perché nessuno parlava inglese". In seguito è stato vicario parrocchiale della parrocchia di Santa Elisabetta a New York dal 1971 al 1976, della parrocchia dei Santi Filippo e Giacomo nel Bronx dal 1976 al 1981 e della parrocchia dell'Ascensione a New York dal 1981 al 1982; parroco della parrocchia di Santa Teresa a New York e delegato per la pastorale della locale comunità cinese dal 1982 al 2002 e della parrocchia dei Santi Giovanni e Paolo a Larchmont dal 2002 al 2004. Nel 1999 è stato nominato monsignore.
È stato anche membro della Conferenza dell'Area Cattolica del Lower East Side; membro del consiglio presbiterale come rappresentante dei sacerdoti di South Manhattan per tre mandati e del consiglio per la revisione dei casi di abuso sessuale. Ha fatto parte dei consigli di amministrazione dell'Inter Parish Finance Committee, che assiste le parrocchie povere; dell'agenzia di servizi sociali It's Time Inc.; di Cabrini Immigrant Services; di Immigrant Social Service, Inc., un'agenzia che fornisce servizi per i giovani asiatici americani; della Two Bridges Neighbourhood Association, che ha costruito 2 200 appartamenti per persone con reddito basso; della Waterfront Coalition, che ha lo scopo di riqualificare il lungomare dell'East Side; e dell'Asian Pastoral Immersion Experience, un'esposizione della cultura e Chiesa cattolica in Asia.

### Ministero episcopale
Il 28 giugno 2004 papa Giovanni Paolo II lo ha nominato vescovo ausiliare di New York e titolare di Enera. Ha ricevuto l'ordinazione episcopale il 21 settembre successivo nella cattedrale di San Patrizio a New York dal cardinale Edward Michael Egan, arcivescovo metropolita di New York, coconsacranti i vescovi ausiliari Robert Anthony Brucato e Patrick Joseph Thomas Sheridan. Ha prestato servizio come vicario generale dell'arcidiocesi.
Nel novembre del 2011 ha compiuto la visita ad limina.
L'8 gennaio 2013 papa Benedetto XVI lo ha nominato vescovo di Camden. Ha preso possesso della diocesi il 12 febbraio successivo.
Il 17 marzo 2025 papa Francesco ha accolto la sua rinuncia, presentata per raggiunti limiti di età, al governo pastorale della diocesi; gli è succeduto il vescovo coadiutore Joseph Andrew Williams.
In seno alla Conferenza dei vescovi cattolici degli Stati Uniti è membro del sottocomitato per gli affari delle isole asiatiche e delle isole del Pacifico ed è stato rappresentante della regione ecclesiastica II presso il comitato per la protezione dei bambini e dei giovani e membro della commissione per la campagna cattolica per lo sviluppo umano.
Oltre all'inglese conosce lo spagnolo.

## Genealogia episcopale
La genealogia episcopale è:
- Cardinale Scipione Rebiba
- Cardinale Giulio Antonio Santori
- Cardinale Girolamo Bernerio, O.P.
- Arcivescovo Galeazzo Sanvitale
- Cardinale Ludovico Ludovisi
- Cardinale Luigi Caetani
- Cardinale Ulderico Carpegna
- Cardinale Paluzzo Paluzzi Altieri degli Albertoni
- Papa Benedetto XIII
- Papa Benedetto XIV
- Papa Clemente XIII
- Cardinale Marcantonio Colonna
- Cardinale Giacinto Sigismondo Gerdil, B.
- Cardinale Giulio Maria della Somaglia
- Cardinale Carlo Odescalchi, S.I.
- Cardinale Costantino Patrizi Naro
- Cardinale Lucido Maria Parocchi
- Papa Pio X
- Papa Benedetto XV
- Papa Pio XII
- Cardinale Eugène Tisserant
- Cardinale Bernardin Gantin
- Cardinale Edward Michael Egan
- Vescovo Dennis Joseph Sullivan

## Araldica
| Stemma | Titolare                                 | Descrizione |
|        | Dennis Joseph Sullivan Vescovo di Camden | Uno stemma episcopale è composto da uno scudo con le sue cariche (simboli), un rotolo con il motto e gli ornamenti esterni. Lo stemma della diocesi di Camden è composto da un campo nero sul quale sono posizionate tre teste di elefanti d'argento. Esse sono tratte dallo stemma di Charles Pratt, I conte di Camden e Lord cancelliere d'Inghilterra, a cui è intitolata la città sede della diocesi. Nel 1773 infatti Jacob Cooper, un discendente di William Cooper, fondò una città e la intitolò a Lord Camden, suo amico e forte difensore dei diritti coloniali americani. Accompagnano le teste degli elefanti tre croci dorate in onore della Santissima Trinità. Esse differenziano lo stemma diocesano da quello della città di Camden e lo rendono peculiare. Sopra le teste e le croci degli elefanti si trova una mezzaluna d'argento che onora la Beata Vergine Maria nel suo titolo di Immacolata Concezione, titolare della chiesa cattedrale di Camden. Per il suo stemma personale monsignor Sullivan, ha mantenuto il disegno adottato al momento della sua selezione per ricevere la pienezza del sacerdozio di Cristo quando divenne vescovo ausiliare di New York. Il campo del è blu per onorare la nostra Santissima Madre, Maria. Sul campo è posta una decusse rossa con bordi in argento e caricata con un mulino a vento d'argento. La decusse rossa su campo argento è nota come una "croce di San Patrizio" e ricorda il titolare della cattedrale dell'arcidiocesi di New York. Il mulino a vento ricorda le origini olandesi della città di New York che è nata come Nuova Amsterdam. Al centro del disegno vi sono anche due spade d'oro presenti negli stemmi della famiglia Sullivan e Hayes. In questo modo monsignor Sullivan rende omaggio ai suoi genitori. La decusse forma dei quarti che sono caricati con dei simboli. Sul capo vi è una colomba che rappresenta lo Spirito Santo. Essa è tratta dallo stemma del cardinale Edward Michael Egan, che ha ordinato vescovo monsignor Sullivan. La colomba ricorda che nel ministero tutto è fatto sotto la guida dello Spirito Santo. A sinistra del disegno vi è un trifoglio verde contornato in oro, per onorare alle origini irlandesi del vescovo Sullivan. A destra vi è una torre d'oro che rappresenta una santa cara al vescovo, Teresa d'Avila. Alla base vi è un calice d'oro con sopra un'ostia spezzata d'argento. Questo rappresenta il mistero centrale del cattolicesimo, la santissima Eucaristia. Come motto ha scelto l'espressione "In the breaking of the bread". Questa frase è tratta dal racconto del Vangelo secondo Luca sui discepoli che incontrano Gesù sulla strada per Emmaus e rappresenta la comunione tra loro e con il Signore. Tutta la fede e tutte le azioni basate sulla fede trovano il loro significato e scopo. Lo stemma è completato dagli ornamenti esterni che sono una croce processionale episcopale d'oro, posta dietro e che si estende sopra e sotto lo scudo, e un galero, con sei nappe, in tre file, su entrambi i lati dello scudo, il tutto in verde. Queste sono le insegne araldiche di un prelato del grado di vescovo, per ordine della Santa Sede del 31 marzo 1969. Lo stemma è stato elaborato dal diacono Paul J. Sullivan. |